# Salzano
Salzano – miejscowość i gmina we Włoszech, w regionie Wenecja Euganejska, w prowincji Wenecja.
Według danych na rok 2004 gminę zamieszkiwały 11 584 osoby, 681,4 os./km².
W Salzano proboszczem był Giuseppe Melchiore Sarto, przyszły papież Pius X.